# Publius Cornelius Cethegus (consul in 181 v.Chr.)
Publius Cornelius Cethegus was een Romeins politicus en militair uit de 2e eeuw v.Chr. Hij was een lid van de belangrijke gens Cornelia.
Cethegus was aedilis curulis in 187 v.Chr. Hij werd in 185 gekozen als praetor. In 181 bereikte hij het hoogtepunt van zijn carrière toen hij consul werd. Tijdens zijn consulaat werd het graf van koning Numa Pompilius ontdekt. Samen met zijn collega Marcus Baebius Tamphilus ging hij naar Liguria, waar geen echte slag werd geleverd. Desondanks mochten de beide consuls bij thuiskomst toch een triomftocht houden. Cethegus en Baebius stelden tijdens hun regering de eerste wet tegen omkoping in. In 173 v.Chr. was Cethegus een van de leden van een commissie die de Ligurische en Gallische landen in Italië onder kolonisten moest verdelen. Van zijn verdere leven is niets bekend.